# Xosé Sánchez Bugallo
Xosé Antonio Sánchez Bugallo (Teijeiro, 31 de enero de 1954) es un político del PSdeG-PSOE. Fue alcalde de Santiago de Compostela desde 1998 hasta 2011 y desde 2019 hasta 2023.

## Carrera política
Inició su carrera política de la mano de Xerardo Estévez en 1983 como jefe de gabinete de éste. En las elecciones municipales de 1987, Xosé Antonio Sánchez Bugallo, sale elegido como concejal del grupo socialista. Desde esas fechas, y durante once años, hasta 1998, asume diferentes delegaciones municipales como Deportes, Relaciones Vecinales, Tráfico y Seguridad Ciudadana, Personal y Régimen Interior, Portavocía municipal, etc. Entre 1991 y 1999 fue diputado en la Diputación de La Coruña, ejerciendo asimismo como vicepresidente entre 1991 y 1995, al frente además de las áreas de Personal y Régimen Interior.
Accedió a la Alcaldía de Santiago en 1998, después de la renuncia de Xerardo Estévez. Las elecciones municipales de 1999, 2003 y 2007 lo llevaron a gobernar Compostela durante tres legislaturas consecutivas. En las elecciones municipales de mayo del 2011, el conservador Gerardo Conde Roa obtiene mayoría y le arrebata al PSdeG la alcaldía de la ciudad.
Es entonces cuando Sánchez Bugallo se presenta a las elecciones autonómicas en 2012 por el PSdeG-PSOE, obteniendo un escaño y pasando a ser, hasta 2016, diputado en el Parlamento de Galicia. Como parlamentario presidió la Comisión de Economía, Hacienda y Presupuestos; y fue portavoz de la Comisión de Ordenación del Territorio, Urbanismo y Vivienda. 
Después de ocho años retirado de la política municipal, y tras dos legislaturas de Partido Popular y Compostela Aberta, Sánchez Bugallo da el paso y vuelve a presentar su candidatura para encabezar la lista de los socialistas de Santiago, alcanzando consiguiendo 10 concejales en las elecciones del 26 de mayo del 2019, pasando a gobernar en minoría. 

### Resultados electorales
Desde las elecciones municipales de 1999 hasta 2003 lideró un gobierno de coalición con el Bloque Nacionalista Galego (BNG), pacto que se repitió en las elecciones de 2003 y 2007. En las elecciones municipales del 22 de mayo de 2011 perdió la alcaldía en beneficio de Gerardo Conde Roa, candidato a la alcaldía por el Partido Popular de Galicia. En las elecciones municipales del 26 de mayo de 2019 el PSOE lo recupera como candidato logrando la victoria, y por lo tanto asumiendo de nuevo la alcaldía.
- Elecciones 1999: 16.208 votos (33,24%) y 9 concejales.
- Elecciones 2003: 20.481 votos (40,32%) y 11 concejales.
- Elecciones 2007: 18.269 votos (38,19%) y 10 concejales.
- Elecciones 2011: 14.876 votos (30,97%) y 9 concejales.
- Elecciones 2019: 18.150 votos (34,70%) y 10 concejales.
- Elecciones 2023:  10.513 votos (21,66%) y 6 concejales.

## Otros cargos
Desde 1999, es miembro del Consejo de Administración de la Organización de Ciudades Patrimonio Mundial (OCPM), presidente de la Mancomunidad de Municipios de la Comarca de Santiago de Compostela integrada por los municipios de Ames, Brión, Boqueixón, Teo, Val do Dubra y Santiago de Compostela, y desde mayo de 2005 preside la Conferencia de Ciudades del Arco Atlántico, organismo internacional formado por cinco ciudades británicas, trece españolas, seis portuguesas, una irlandesa y nueve francesas.